# 198 Ampela
198 Ampela (mednarodno ime 198 Ampella) je asteroid tipa S v glavnem asteroidnem pasu. 

## Odkritje
Asteroid je odkril francoski astronom Alphonse Louis Nicolas Borrelly (1842 – 1926) 13. junija 1879 v Marseillu . Ime je verjetno ženska oblika imena Ampelos, ki je bil satir in dober prijatelj Dioniza v grški mitologiji. Ime bi lahko bila tudi oblika v množini za hamariade (bitja, ki so živela na drevesih), prav tako iz grške mitologije.

## Lastnosti
Asteroid Ampela obkroži Sonce v 3,86 letih. Njegova tirnica ima izsrednost 0,228, nagnjena pa je za 9,309° proti ekliptiki. Njegov premer je 57,16 km, okoli svoje osi se zavrti v 10,383 h.